# Szikszó
Szikszó è una città dell'Ungheria di 6.062 abitanti (dati 2001). È situata nella contea di Borsod-Abaúj-Zemplén a 15 km dal capoluogo Miskolc.
La città è gemellata con Dro (Provincia autonoma di Trento), dal 1992.

## Storia
La città è menzionata per la prima volta in un documento nel 1280, ove apparteneva alla famiglia Aba. Quando questa si estinse, passò al re Sigismondo di Lussemburgo e quindi alla regina regina Maria d'Angiò. A quest'epoca fu costruita una chiesa in stile gotico, che nel XVI secolo divenne di rito protestante.
Nel corso della lunga occupazione turca dell'Ungheria la città venne saccheggiata e bruciata più volte; la cattedrale fu fortificata. Nei suoi pressi furono combattuti vari scontri delle guerre ottomano-asburgiche. Nel 1588 gli ungheresi sconfissero un esercito ottomano, mentre nel 1679 un esercito ungherese sconfisse le truppe degli Asburgo, che per rappresaglia arsero la città.
Nel 1852 Szikszó fu distrutta da un incendio e dopo la ricostruzione perse lo status di città, che riottenne nel 1989.

## Monumenti e luoghi d'interesse
- Castello Bethania
- Chiesa protestante in stile gotico

## Amministrazione

### Gemellaggi
- Dro
- Sovata
- Waldems